# Esterházy Miksa
Gróf Esterházy Miksa Ernő Móric (galántai gróf) (Bécs, 1837. május 14. – Tata, 1883. augusztus 5.) földbirtokos és diplomata, a modern magyar sportélet egyik meghonosítója, gazdaköri elnök.

## Élete
Gróf Esterházy Miklós és Plettenberg-Mietingen Mária fia volt.
1861-ben a berlini követség attaséja lett, majd diplomataként hosszabb időt töltött Párizsban, Londonban és 1868-tól az USA-ban. 1875-ben kilépett a diplomáciai szolgálatból, hazatért a Tata melletti remeteségpusztai birtokára, ahol kastélyt építtetett.
Amerikai és angliai tartózkodása alatt a szabadtéri sportok – főleg az atlétika és ökölvívás – híve lett. Kezdeményezésére alakult meg az első hazai atlétikai egyesület, a Magyar Athletikai Club 1875. április 8-án, amelynek haláláig első elnöke volt. A klub első atlétikai versenyén, 1875. máj. 6-án hazánkban először az ökölvívás is szerepelt.
Saját szakirodalmi munkáin kívül jelentős szerepe volt abban, hogy munkatársa, Molnár Lajos megírta az Athletika (1875) és Athletikai gyakorlatok (1879) című szakkönyveket. Írásait Viator álnéven jelentette meg
Mindezek mellett a vértesaljai gazdakör elnökének tisztét is betöltötte.

## Művei
- Gyalogolási kalauz (Bp., 1875)
- Útmutató athletikai clubok alakítására (Bp., 1876)
- Athletikai gyakorlatok. A szövegbe nyomatott 143 ábrával. Gr. Esterházy Miksa (Viador) czikkeivel bővítve. Bpest, 1879. (Molnár Lajos munkája mellett, a Vadász és Versenylapban megjelent cikkei.)

## További irodalom
- Hentaller Lajos: Gr. Esterházy Miksa emlékezete (Bp., 1884).

## Külső hivatkozások
- Esterházy Miksa élete és működése (MAC) Archiválva 2021. április 17-i dátummal a Wayback Machine-ben